# سمير حنا بسخريون
رئيس الاتحاد المصري والنائب الأول لرئيس الاتحاد العربي وعضو اللجنة الأولمبية الدولية.  ولد العميد سمير حنا بسخيريون بالقاهرة سنة 1935 م، تخرج من كلية التربية الرياضية سنة 1954 م، التحق بالقوات المسلحة سنة 1955 م، حتى وصل لرتبة عميد، كما حصل على الماجستير بالعلاج الطبيعي، وترئسة قسم العلاج الطبيعي بالكلية الحربية، ثم مدير لاقسام العلاج الطبيعي للقوات المسلحة بالقاهرة، كان من ابطال لعبة رفع الاثقال وتولى عدة مناصب في اتحادها الجمهوري، وفي سنة 1992 م تولى رسميا رئيس الاتحاد القومي المصري لرفع الاثقال، وعضوا في اللجنة الأولمبية الدولية، في حين انه كان عضو في اللجنة الفنية بالاتحاد الدولي منذ عام 1984 م، ونائب أول لرئيس الاتحاد العربي لرفع الاثقال، من سنة 1993م حتى سنة 2005 م، بالإضافة إلى ذلك كان محاضرا، وحكما دوليا، وله عدة مصنفات في مجال التربية الرياضية، وقد وافته المنية في مصر سنة 2006 م.